# 橋本福夫
橋本 福夫（はしもと ふくお、1906年3月4日 - 1987年1月13日）は、日本のアメリカ文学者、翻訳家。

## 来歴
兵庫県宍粟郡（現・宍粟市）出身。実家は田路家だが、直ぐに叔母の橋本家へ養子に出る。1930年、同志社大学英文科卒。パン屋、英語教師等の職を転々とし、戦後長野県追分にコミューンを建てる。1951年東邦大学講師、1953年聖書学園短期大学助教授、1954年専修大学商経学部専任講師、1956年助教授、1960年青山学院大学文学部第二部専任講師、1963年助教授、1966年教授。1976年定年退職。

## 人物
- サリンジャー『キャッチャー・イン・ザ・ライ』を『危険な年齢』の題で初訳した。またアメリカ黒人文学等の数多くの優れた翻訳で知られる。
- 没後に『橋本福夫著作集』が刊行された。

## 著書
- 『黒人文学の世界』（未來社） 1967
- 『橋本福夫著作集』全3巻（早川書房） 1989
1) 創作、エッセイ、日記、略年譜
2) 黒人文学論
3) 英米文学論

編著
- 『黒人文学研究』（黒人文学全集 別巻、早川書房）1963
- 『アーネスト・ヘミングウェイ　現代作家論』（早川書房） 1980

### 翻訳
- 『マンスフィールドの手紙』（マンスフィールド、大観堂） 1941
- 『日記と感想』（キヤサリン・マンスフイールド、大観堂） 1942
- 『南海の仙郷』（ハーマン・メルヴィル、大観堂） 1943
- 『若き人々のために』（ロバート・ルイス・スティーヴンスン、南北書園） 1948、のち角川文庫ほか
- 『モヒカン族の最後』（ジェイムズ・フェニモア・クーパー、早川書房） 1951
- 『木曜日の男』（G.K.チェスタートン、早川書房） 1951
- 『パンと葡萄酒』（イグナチオ・シローネ、山室静共訳、月曜書房） 1951
- 『赤い中国の横顔』（リン・ランドマン/アモス・ランドマン、月曜書房） 1952
- 『危険な年齢』（J・D・サリンガー、ダヴィッド社） 1952
- 『冬来りなば』（ハッチンソン、三笠書房） 1954
- 『疑わしい戦い』（ジョン・スタインベック、ダヴィッド社） 1954
- 『私が見たと蠅は云う』（エリザベス・フェラーズ、早川書房） 1955
- 『失楽の孤独』（リチャード・ライト、新潮社） 1955
- 『間にあった殺人』（エリザベス・フェラーズ、早川書房） 1955
- 『バトラー弁護に立つ』（ディクスン・カー、早川書房） 1957
- 『愛のさまざま』（デイヴィッド・ガーネット、新潮社） 1957、のち改題新版『アスペクツ・オブ・ラブ』 1991
- 『まだ死んでいる』（ロナルド・ノックス、早川書房） 1958
- 『神に捧げた土地』（アースキン・コールドウェル、角川文庫） 1958
- 『見えない人間』（ラルフ・エリソン、パトリア） 1958、早川書房、黒人文学全集 1961、ハヤカワ文庫 1974
- 『ブラウン神父の純智』（G・K・チエスタトン、新潮文庫） 1959
- 『ワインズバーグ・オハイオ』（シャーウッド・アンダスン、新潮文庫） 1959
- 『世界恐怖小説全集 第7』 （東京創元社） 1959
「ラパチーニの娘」（ナサニエル・ホーソーン）
「邪魔をした幽霊」（W・W・ジェイコブス）
「信号手」（チャールズ・ディケンズ）
「あとになつて」（イディス・ウォートン）
「あれは何だつたか?」（フィツジェイムズ・オブライアン）
「イムレイの帰還」（ラドヤード・キップリング）
「アダムとイヴ」（A・E・コッパード）
「夢の中の少女」（ウィルキー・コリンズ）
- 『マギル卿最後の旅』（フリーマン・クロフツ、新潮文庫） 1960
- 『フローテ公園殺人事件』（クロフツ、新潮文庫） 1960、創元推理文庫 2014
- 『アメリカの息子』（リチャード・ライト、早川書房、黒人文学全集） 1961
- 『ヒトラー最期の日』（H.R.トレヴァ＝ローパー、筑摩書房、世界ノンフィクション全集） 1961、筑摩叢書 1975
- 『ジャングル放浪記 アフリカの幽鬼と幻想』（エイモス・チュツオーラ、新潮社） 1962 / 改題『ブッシュ・オブ・ゴースツ』（ちくま文庫） 1990
- 『アメリカの悲劇』（セオドア・ドライサー、角川文庫 上下） 1963 - 1968
- 『武装せる予言者 トロッキー』（アイザック・ドイッチャー、田中西二郎・山西英一共訳、新潮社） 1964。新評論（3冊組）[1]1992
  - 『武力なき予言者 トロツキー』（ドイッチャー、田中・山西共訳、新潮社） 1964
- 『白人へのブルース』（ジェイムズ・ボールドウィン、新潮社） 1966
- 『馬に乗った水夫  - 大いなる狩人、ジャック・ロンドン』（アーヴィング・ストーン、早川書房） 1968、新版2006、のちハヤカワ文庫
- 『ベトナムを越えて』（エドウィン・O・ライシャワー、新潮選書） 1968
- 『修理屋（フィクサー）』（バーナード・マラムード、早川書房） 1969
- 『野生の棕櫚』（ウィリアム・フォークナー、新潮社、新潮世界文学42） 1970
- 『アウトサイダー』（リチャード・ライト、新潮社） 1972
- 『サムラー氏の惑星』（ソール・ベロー、新潮社） 1974
- 『巷に名もなく 闘争のあいまの手記』（ジェームズ・ボールドウィン、平凡社） 1975
- 『偉大なるM・C』（ヴァージニア・ハミルトン、岩波書店） 1980
- 『小説フロイト』全3巻（アーヴィング・ストーン、早川書房） 1984

### イーデン・フィルポッツ
- 『赤毛のレドメイン家』（イーデン・フィルポッツ、新潮社） 1956、新潮文庫 1958
- 『闇からの声』（イーデン・フィルポッツ、創元推理文庫） 1963
- 『灰色の部屋』（イーデン・フィルポッツ、創元推理文庫） 1977、新版 2016
- 『溺死人』（イーデン・フィルポッツ、創元推理文庫） 1984

### アガサ・クリスティ
- 『おしどり探偵』（アガサ・クリスティー、早川書房） 1960、のち文庫
- 『鳩のなかの猫』（アガサ・クリスティー、早川書房） 1960、のち文庫
- 『クリスマス・プディングの冒険』（アガサ・クリスティー、早川書房） 1961、のち文庫
- 『蒼ざめた馬』（アガサ・クリスティー、早川書房） 1962、のち文庫
- 『複数の時計』（アガサ・クリスティー、早川書房） 1965、のち文庫
- 『鏡は横にひび割れて』（アガサ・クリスティー、ハヤカワ・ミステリ文庫） 1977